# Il Labirinto - Storie di ordinaria ingiustizia
Il Labirinto - Storie di ordinaria ingiustizia è stato un programma televisivo italiano, in onda in seconda serata su Rete 4, dal 26 maggio al 30 giugno 2016, con la conduzione di Carmelo Abbate.

## Il programma
La trasmissione è andata in onda su Rete 4, con la conduzione di Carmelo Abbate.

## Edizioni
| Edizione | Periodo        | Periodo        | Conduzione     | Puntate | Giorno  |
| Edizione | Inizio         | Fine           | Conduzione     | Puntate | Giorno  |
| -------- | -------------- | -------------- | -------------- | ------- | ------- |
| 1ª       | 26 maggio 2016 | 30 giugno 2016 | Carmelo Abbate | 6       | Giovedì |

### Prima edizione
La prima edizione, è andata in onda ogni giovedì in seconda serata su Rete 4 dal 26 maggio al 30 giugno 2016 con la conduzione di Carmelo Abbate.

#### Ascolti
| Puntata | Messa in onda  | Telespettatori | Share |
| ------- | -------------- | -------------- | ----- |
| 1       | 26 maggio 2016 | 385.000        | 3,56% |
| 2       | 2 giugno 2016  | 335.000        | 4,11% |
| 3       | 9 giugno 2016  | 1.199.000      | 5,65% |
| 4       | 16 giugno 2016 | 586.000        | 5,62% |
| 5       | 23 giugno 2016 | 376.000        | 3,61% |
| 6       | 30 giugno 2016 | 434.000        | 4,78% |